# 露天博物馆
露天博物馆，是一种博物馆类型，以保存有价值的历史民居及生活细节。

## 中国的露天博物馆
- 上海思南公馆：为上海首座人文露天博物馆[2]，包括老洋房、街灯、古树、红砖道、鹅卵石墙面[3]。
- 山丹汉明古长城：是目前国内保存最完整的一段古长城，为国家重点文物保护单位[4]。
- 西江千户苗寨：苗族人口占99.5%，是目前中国乃至全世界最大的苗族聚居村寨[5]。

## 观点
全国政协委员马国湘认为，中国应该重视“露天博物馆”保护模式，以保护正在消失的村落民居和城市古街。